# Syria al-Shaab
Syria al-Shaab (arabisch سوريا الشعب, DMG Sūriyā aš-Šaʿb) ist ein syrischer Fernsehsender, der im Juli 2011 gegründet wurde.
Er ist oppositionell ausgerichtet und gilt als das „Fernsehen der syrischen Revolte“.